# Garole
La Garole est une race de mouton domestique originaire d'Inde. Connue pour sa prolificité et sa résistance aux parasites et maladies, elle est élevée pour sa viande.

## Origine et distribution

Bengale-Occidental, zone de distribution de la race Garole.

La Garole descend de moutons chinois et tibétains amenés par des commerçants entre le 17e et le 19e siècle.
C'est la race principale de l'État du Bengale-Occidental. On la trouve principalement dans les districts de South 24 Parganas et de North 24 Parganas où elle est parfaitement adaptée aux zones humides de la région. Des études plus récentes ont démontré que la race est également présente plus au nord, dans certaines parties des districts de Midnapur (divisé en Purba Medinipur et Paschim Medinipur), Jalpaiguri et Cooch Behar.

## Description
C'est un mouton de petite taille, avoisinant les 50 cm au garrot. Les béliers pèsent une quinzaine de kilos en moyenne, tandis que les brebis, plus petites, pèsent 12 kg. Les moutons portent une toison de laine en général blanche, mais des individus marron ou noirs peuvent être présents. Le bélier est le seul à porter des cornes.

## Élevage et production
Parfaitement adapté au climat tropical, le Garole pâture dans les zones marécageuses salées des Sundarbans, présentes dans le delta du Gange. Par son adaptation, c'est un animal très rustique. La race est ainsi résistante à la pourriture du sabot et à divers parasites comme l'Haemonchose (due au nématode Haemonchus contortus) et la douve du foie.
C'est une race désaisonnée pouvant avoir deux agnelages la même année. Très prolifique, les brebis mettent souvent bas des jumeaux ou des triplés. Avec un taux de prolificité à 2,23, certaines femelles peuvent avoir des portées de quatre agneaux. Le poids de l'agneau varie en fonction du nombre de petits lors de la mise-bas, mais il pèse en moyenne 750 g à la naissance.

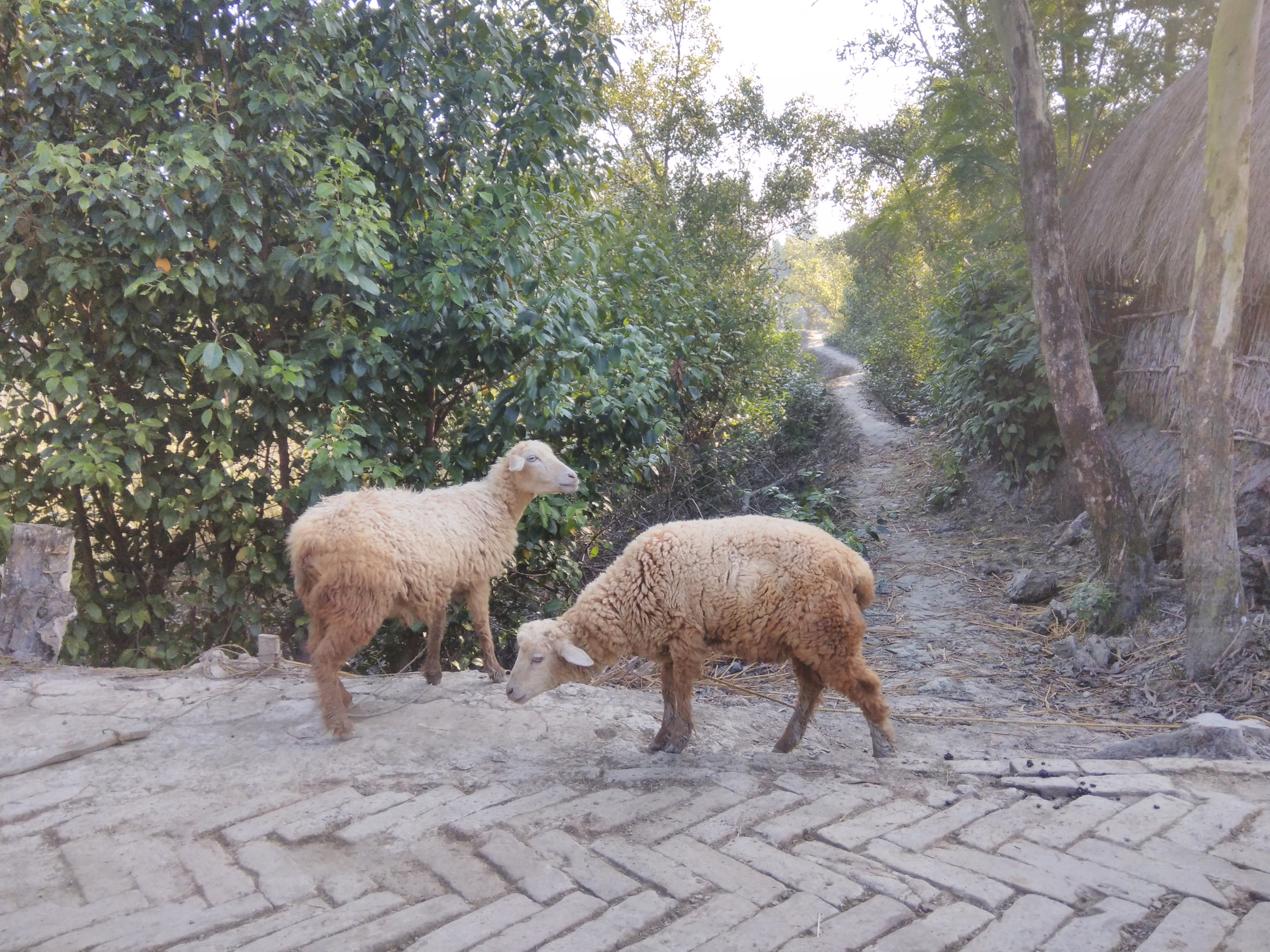
Moutons de type Garole dans les Sunderbans.

La race est utilisée pour la production de viande de mouton et représente une source de revenus importante pour des fermiers sans terre ou de petits agriculteurs. En général, les animaux ne sont pas tondus. La laine, de faible qualité, servirait principalement à la confection de matelas.
Les brebis ne sont jamais traites, le lait servant à nourrir les agneaux.

## Études et croisements
La Garole est la seule race ovine d'Inde ayant une telle prolificité, prolificité lui venant d'une mutation du gène Booroola (ou gène FecB) présent sur le chromosome 6. De nombreuses études ont été réalisées et des programmes d'élevage mis en place pour tenter de transmettre ses caractéristiques à d'autres races indiennes comme la Deccaniet la Malpura,.
Au milieu des années 1990, sa population avoisine les 206 000 têtes. En 2013, elle était estimée à 165 000 têtes. La FAO la classe au statut « non menacé » en 2007.
Des moutons de race Garole ont été importés en Australie à la fin du 18e siècle. Croisés avec des Mérinos, ces moutons seront à l'origine du Mérinos Booroola (en) également connu pour sa prolificité.

#### Articles
(en) Sandip Banerjee, « Body Indices of Garole Sheep Reared in West Bengal (India) », Proceedings of the Zoological Society, vol. 70,‎ 2017, p. 61–73 (DOI 10.1007/s12595-015-0162-7, lire en ligne)